# Kalinin K-13
Die Kalinin K-13 war ein Bombenflugzeug, das 1933 von Konstantin Kalinin entworfen wurde. Das Flugzeug wurde als Reaktion auf eine Reihe von Anforderungen der sowjetischen WWS an einen Bomber entwickelt, ging jedoch nie in Produktion.

## Geschichte
Das von Kalinin geleitete OKB begann 1933 mit der Arbeit an der K-13, als Reaktion auf ein Lastenheft der sowjetischen Luftwaffe für ein neues Bombenflugzeug. Die geforderten Merkmale sahen ein Langstreckenflugzeug vor, das eine Tonne Bomben über eine Entfernung von 5000 km transportieren und in 4000 Metern Höhe mit einer Geschwindigkeit von mindestens 350 km/h fliegen konnte. 1934 wurde auch eine Passagiervariante präsentiert, die Kalinin K-14, die den für den zivilen Lufttransport Verantwortlichen jedoch erfolglos vorgelegt wurde. 1936 wurde in Woronesch ein Modell der K-13 gebaut, das Flugzeug wurde jedoch als schlechter beurteilt als die Entwürfe von Tupolew und Iljuschin, den beiden anderen Unternehmen, die auf das Lastenheft reagiert hatten.

## Entwicklung
Für den K-13 wurden verschiedene technische Lösungen genutzt, die für den Kalinin K-12 entwickelt wurden. Dieses Flugzeug sollte ein Metall-Eindecker werden, der von zwei flüssigkeitsgekühlten M-34-Motoren in den Tragflächen angetrieben wird. Die erwartete Nutzlast war eine Tonne Bomben, und zur Verteidigung sollten drei Maschinengewehre mitgeführt werden, zwei vorne und ein Geschützturm im Heck. Es gab drei Besatzungsmitglieder: einen Piloten, einen Frontschützen/Bombenschützen und einen Heckschützen.
Die Passagiervariante sollte neben zwei Besatzungsmitgliedern zwölf Passagiere befördern können. Die Durchschnittsgeschwindigkeit des Flugzeugs wurde auf rund 429 km/h geschätzt.